# Vällskog Långträsk
Vällskog Långträsk (finska: Velskolan Pitkäjärvi) är en sjö i Finland. Den ligger i kommunen Esbo i landskapet Nyland, i den södra delen av landet, 20 km nordväst om huvudstaden Helsingfors. Vällskog Långträsk ligger 50,8 meter över havet. I omgivningarna runt Vällskog Långträsk växer i huvudsak barrskog. Den är 7,98 meter djup. Arean är 1 kvadratkilometer och strandlinjen är 10,79 kilometer lång. Den är 7,98 meter djup. Arean är 1,02 kvadratkilometer och strandlinjen är 10,79 kilometer lång. Sjön  ingår i Vanda å huvudavrinningsområde. 